# Bertil Gedda
Bertil Einar Gedda, född 6 december 1912 i Göteborg, död 1991, var en svensk författare, målare och tecknare. Han var gift med Inga-Lisa Andersson.
Efter läroverksstudier i Göteborg kom han främst att ägna sig åt sitt författarskap. Han utgav diktsamlingarna Daggryning (1937) och Skuggspel (1939) i en stil influerad av Bertil Malmberg. I diktsamlingen Över djupet (1941) har han i stället övergått mot en mer surrealistisk stil. I diktsamlingarna Blad ur sömnen (1942) och Gräset och vinden (1944) vidareutvecklade han sin personliga stil. Gedda var från 1942 verksam som lyrik- och konstrecensent vid Ny Tid i Göteborg. Som konstnär medverkade han i decemberutställningarna på Göteborgs konsthall. Hans konst består av surrealistiskt betonade teckningar och oljemålningar som anknyter till Göteborgsmåleriet.